# Tom Hagedorn
Pour les articles homonymes, voir Hagedorn.
Thomas Michael Hagedorn dit Tom Hagedorn, né le 27 novembre 1943 à Blue Earth (Minnesota), est un homme politique américain. Membre du Parti républicain, il est élu pour le Minnesota à la Chambre des représentants des États-Unis de 1975 à 1983.

## Biographie
Originaire de Blue Earth, Hagedorn intègre l'armée à la sortie du lycée en 1961. Il devient ensuite fermier dans le comté de Watonwan.
Il est élu à la Chambre des représentants du Minnesota entre 1971 et 1975, où il représente le district 18B (Watonwan, Cottonwood) puis le district 27B (Watonwan, Martin). En 1975, il entre à la Chambre des représentants des États-Unis, élu dans la 2e circonscription du Minnesota, dans le sud de l'État. Il quitte le Congrès en 1983, après avoir été battu par le démocrate Tim Penny (en).
Il a trois enfants avec son épouse Katy : James, Heidi et Tricia. Son fils James est à son tour élu à la Chambre des représentants en 2018.